# Günterod
Günterod (mundartlich Ginderää) ist ein Dorf im Südwesten des Hessischen Hinterlandes und als solches Ortsteil der Gemeinde Bad Endbach im mittelhessischen Landkreis Marburg-Biedenkopf.

## Geografische Lage
Günterod liegt südwestlich von Bad Endbach, auf einem Sattel der Aar (Dill)-Salzböde-Wasserscheide, im Gladenbacher Bergland (östlicher Ausläufer des Westerwaldes, der sich hier überschneidet mit dem Südausläufer des Rothaargebirges), auf ca. 410 m; in einer wechselhaften Mittelgebirgslandschaft zwischen den Städten Dillenburg und Marburg, nördlich von Wetzlar, im Südwesten des Hessischen Hinterlandes und wird umrahmt von Bergen, die bis 490 m und knapp 500 m hoch sind.
Naturräumlich gehört Günterod zur Zollbuche.

## Geschichte

### Ortsgeschichte
Frühgeschichte, Steinbeil aus Jadeit
Ein Steinbeil aus Jadeit, aus der Jungsteinzeit (5300 bis 3000 v. Chr.), wurde bei Kanalisationsarbeiten gefunden; ein Hinweis auf eine frühe Besiedlung oder Begehung.
Südwestlich von Günterod auf dem Kissel-Berg finden sich im Gelände Spuren (verschliffene Wallreste), die auf eine vorgeschichtliche Besiedlung hindeuten könnten, sowie stark abgetragene Grabhügel auf dem südlichen Ausläufer des Berges.
Eine Rode-Siedlung aus der mittelalterlichen Warmzeit
Der Ort Günterod entstand vermutlich, wie Hartenrod und Eisemroth, während des „Mittelalteroptimums“ (Mittelalterliche Warmzeit), als in der Zeit nach 900 n. Chr. bis etwa Ende des 13. Jahrhunderts eine Warmperiode zu verzeichnen war. Im Jahr 1186 fiel sogar der Winter aus, die Obstbäume blühten im Januar.
Die Bevölkerung wuchs rasch; sie musste ernährt werden. Neue Acker- und Siedlungsflächen wurden dringend benötigt. Dafür rodete man Waldflächen in bisher unwirtlichen Mittelgebirgsregionen. Auf diesen Rodungsflächen entstanden neue Siedlungen, die Rode-Orte.
Die Endung des Ortsnamens auf -rod (Rodung des Gunter) ist der Beleg für eine Rodesiedlung. Wer von den damaligen Grundherren (Hochstift Speyer, Grafen von Gleiberg) den Anstoß zur Rodung gab, ist nicht bekannt.

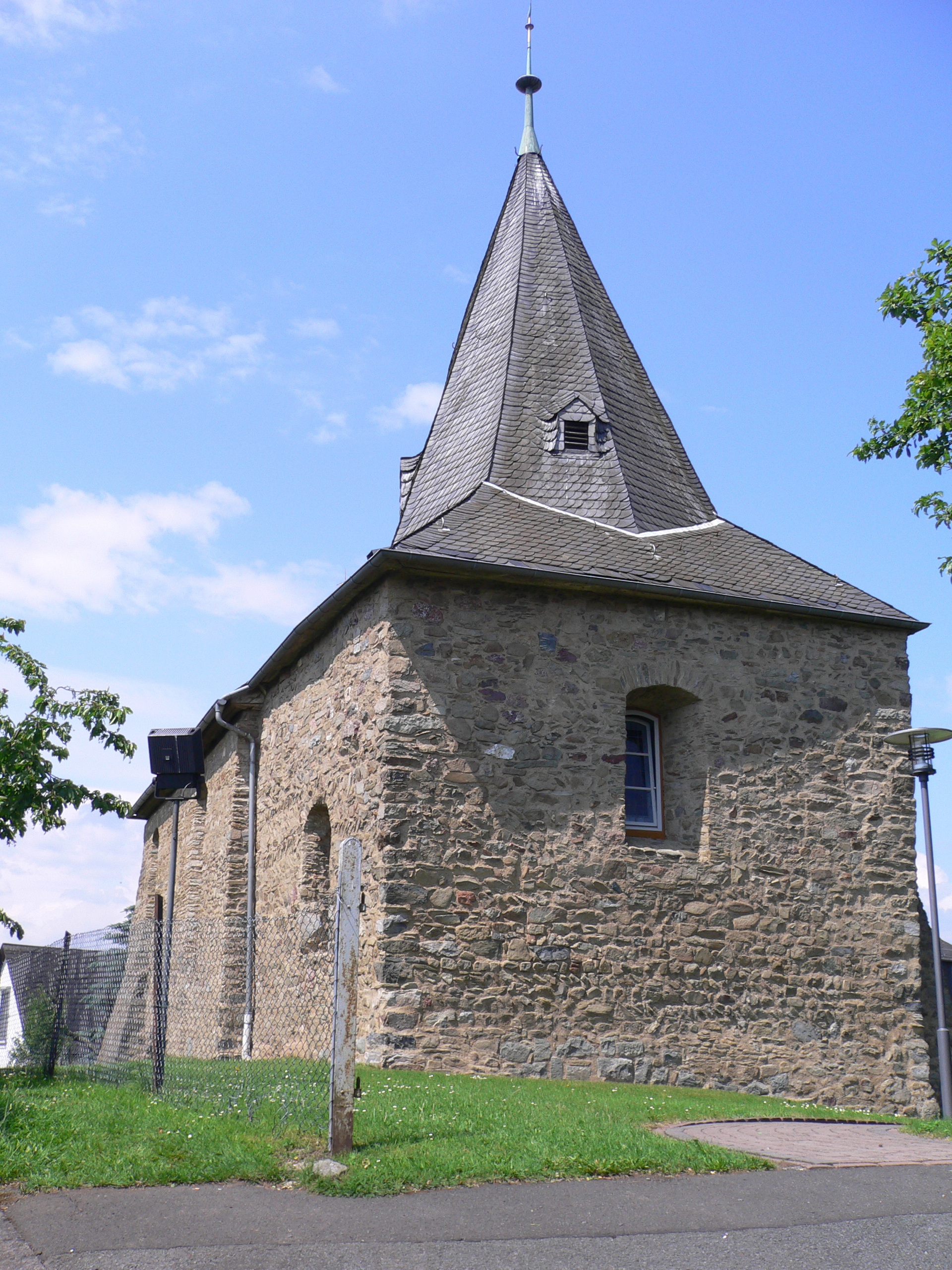
Die Evangelische Kirche, Ansicht von Osten, Chorturm

In erhaltenen Urkunden wurde Günterod unter den folgenden Ortsnamen erwähnt (in Klammern das Jahr der Erwähnung): Gunterode (1294), Günterrode (1343/47), Günterade (1416), Gonterodde (1479), Gunteroide (1502) und Günterode (1564).
Kreuzungspunkt alter Höhenwege mit Turmburg
Über die Günteroder Höhen auf der Aar (Dill)-Salzböde-Wasserscheide verlief ein alter, vermutlich vorgeschichtlicher Höhenweg vom Dünsberg zur Angelburg (Berg), Westfalenweg genannt. Hier auf dem Günteroder Sattel kreuzte er sich mit dem aus Perftal über die Bottenhorner Hochflächen und Hartenrod kommenden jüngeren „Wetzlarweg“ (ein Talweg), der durch das obere Aartal weiter nach Wetzlar zog.
Für die Erschließung der neuen Siedlung waren beide Wege wichtig. Auf einem zentral gelegenen Hügel wurde zum Schutz der Siedlung, zur Überwachung und Kontrolle dieser Wege und deren Kreuzung eine Turmburg errichtet. Der wehrhafte Turm mit seinen sehr dicken Wänden wurde als Chorturm in das später angebaute Kirchenschiff übernommen.
Ortsherrschaften
Im Jahr 1294 veräußert „Ritter Volper, genannt aus dem Hof“, seinen Anteil am Zehnten, ein Lehen des Hochstifts Speyer, an die „Grafen von Solms“. Im Jahre 1354 übertragen die Grafen von Solms  mit Zustimmung des Landgrafen von Hessen das Dorf sowie ihre Eigenleute und Güter als Mitgift für ihre Schwester „Margarethe von Solms“, anlässlich ihrer Heirat an „Kuno von Dernbach“ auf Burg Neu-Dernbach. 
Durch diese Übertragung wird der Ort dauerhaft aus dem politischen Zusammenhang aller übrigen Orte der Altenkirchener Hochebene herausgelöst und auch dem Haus Solms dauerhaft entfremdet. Als die Übertragung an die Herren von Dernbach 1443 von der Landgrafschaft gelöst wird, wird Günterod zu einem landgräflichen Dorf im Obergericht des Amtes Blankenstein (Gladenbach). Günterod lag als einzige Ortschaft des Obergerichtes außerhalb der im zweiten Drittel des 14. Jahrhunderts angelegten hessischen Außenheege.
Kirchliche Zugehörigkeit
Bis zur Reformation 1525 hatte Günterod zur Mutterkirche Altenkirchen gehört, zum Archdiakonat Dietkirchen (Lahn), Bistum Trier, an dessen Außengrenze es lag. Hartenrod gehörte zu dieser Zeit zum Bistum Mainz. Die Grenze zwischen den beiden Bistümern verlief über die Schönscheid (Flurname, Scheid > Scheide > Grenze).
Im 16. Jahrhundert wurde der Ort zur eigenständigen Pfarrei und gehört seit 1605 zum Kirchspiel Hartenrod, mit dem es pfarramtlich verbunden war. 
Günterod 1830
Die Statistisch-topographisch-historische Beschreibung des Großherzogthums Hessen berichtet 1830 über Günterod:

„Günterod (L. Bez. Gladenbach) evangel. liegt 2 St. von Gladenbach auf einem bedeutenden in einer rauhen Gegend, hat 1 Kapelle, 67 Häuser und 394 evangelische Einwohner. Diese stricken jährlich sehr große Menge wollene Strümpfe und verkaufen solche In- und Ausland. Auch besitzen die Einwohner viele Privatwaldungen. – In der Gemarkung wurde früher nach Kupfererz gegraben.“

Zusammenschluss mit Endbach und das Prädikat Bad
Zum 1. April 1972 fusionierte im Zuge der Gebietsreform in Hessen bis dahin selbständige Gemeinde Günterod freiwillig mit der Gemeinde Endbach, die zu diesem Zeitpunkt aus den Ortsteilen Endbach und Wommelshausen bestand. Am 11. Oktober 1973 verlieh der hessische Innenminister der Gemeinde Endbach mit ihren drei Ortsteilen Endbach, Günterod und Wommelshausen das Prädikat Bad.
Für alle ehemals eigenständigen Gemeinden von Bad Endbach wurden Ortsbezirke gebildet.

### Verwaltungsgeschichte im Überblick
Die folgende Liste zeigt die Staaten und Verwaltungseinheiten, denen Günterod angehört(e):
- bis 1354  Heiliges Römisches Reich, Grafschaft Solms (Adelsgeschlecht)
- 1354–1443 Heiliges Römisches Reich, Landgrafschaft Hessen Ortsherrschaft der Herren von Dernbach (Burg Neu-Dernbach)
- ab 1443: Heiliges Römisches Reich, Landgrafschaft Hessen, Amt Blankenstein
- ab 1567: Heiliges Römisches Reich, Landgrafschaft Hessen-Marburg, Amt Blankenstein[11]
- 1604–1648: strittig zwischen Hessen-Kassel und Hessen-Darmstadt (Hessenkrieg)
- ab 1604: Heiliges Römisches Reich, Landgrafschaft Hessen-Kassel, Amt Blankenstein
- ab 1627: Heiliges Römisches Reich, Landgrafschaft Hessen-Darmstadt, Oberfürstentum Hessen, Amt Blankenstein[12][13]
- ab 1806: Großherzogtum Hessen,[Anm. 2] Fürstentum Oberhessen, Amt Blankenstein[14]
- ab 1815: Großherzogtum Hessen, Provinz Oberhessen, Amt Blankenstein[15]
- ab 1821: Großherzogtum Hessen, Provinz Oberhessen, Landratsbezirk Gladenbach[Anm. 3]
- ab 1832: Großherzogtum Hessen, Provinz Oberhessen, Kreis Biedenkopf
- ab 1848: Großherzogtum Hessen, Regierungsbezirk Biedenkopf
- ab 1852: Großherzogtum Hessen, Provinz Oberhessen, Kreis Biedenkopf
- ab 1867: Königreich Preußen,[Anm. 4] Provinz Hessen-Nassau, Regierungsbezirk Wiesbaden, Kreis Biedenkopf (übergangsweise Hinterlandkreis)[13]
- ab 1871: Deutsches Reich, Königreich Preußen, Provinz Hessen-Nassau, Regierungsbezirk Wiesbaden, Kreis Biedenkopf
- ab 1918: Deutsches Reich (Weimarer Republik), Freistaat Preußen, Provinz Hessen-Nassau, Regierungsbezirk Wiesbaden, Kreis Biedenkopf
- ab 1932: Deutsches Reich, Freistaat Preußen, Provinz Hessen-Nassau, Regierungsbezirk Wiesbaden, Kreis Dillenburg
- ab 1933: Deutsches Reich, Freistaat Preußen, Provinz Hessen-Nassau, Regierungsbezirk Wiesbaden, Landkreis Biedenkopf
- ab 1944: Deutsches Reich, Freistaat Preußen, Provinz Nassau, Landkreis Biedenkopf
- ab 1945: Amerikanische Besatzungszone,[Anm. 5] Groß-Hessen, Regierungsbezirk Wiesbaden, Landkreis Biedenkopf
- ab 1946: Amerikanische Besatzungszone, Hessen, Regierungsbezirk Wiesbaden, Landkreis Biedenkopf
- ab 1949: Bundesrepublik Deutschland, Hessen, Regierungsbezirk Wiesbaden, Landkreis Biedenkopf
- ab 1968: Bundesrepublik Deutschland, Hessen, Regierungsbezirk Darmstadt, Landkreis Biedenkopf
- ab 1972: Bundesrepublik Deutschland, Land Hessen, Regierungsbezirk Darmstadt, Landkreis Biedenkopf, Gemeinde Bad Endbach[Anm. 6]
- ab 1974: Bundesrepublik Deutschland, Land Hessen, Regierungsbezirk Kassel, Landkreis Marburg-Biedenkopf, Gemeinde Bad Endbach
- ab 1981: Bundesrepublik Deutschland, Land Hessen, Regierungsbezirk Gießen, Landkreis Marburg-Biedenkopf, Gemeinde Bad Endbach

## Bevölkerung

### Einwohnerstruktur 2011
Nach den Erhebungen des Zensus 2011 lebten am Stichtag dem 9. Mai 2011 in Günterod 1026 Einwohner. Darunter waren 12 (1,2 %) Ausländer.
Nach dem Lebensalter waren 225 Einwohner unter 18 Jahren, 435 zwischen 18 und 49, 156 zwischen 50 und 64 und 210 Einwohner waren älter. Die Einwohner lebten in 390 Haushalten. Davon waren 84 Singlehaushalte, 108 Paare ohne Kinder und 156 Paare mit Kindern, sowie 36 Alleinerziehende und 6 Wohngemeinschaften. In 81 Haushalten lebten ausschließlich Senioren und in 246 Haushaltungen lebten keine Senioren.

### Einwohnerentwicklung
| Quelle: Historisches Ortslexikon |                                                                           |
| • 1501:                          | 015 Männer                                                                |
| • 1577:                          | 020 Hausgesesse                                                           |
| • 1630:                          | 020 Untertanen; 1 zweispänniges, 11 einspännige Ackerleute, 8 Einläuftige |
| • 1742:                          | 070 Haushalte                                                             |
| • 1791:                          | 265 Einwohner                                                             |
| • 1800:                          | 272 Einwohner                                                             |
| • 1806:                          | 303 Einwohner, 52 Häuser                                                  |
| • 1829:                          | 394 Einwohner, 67 Häuser                                                  |

| Günterod: Einwohnerzahlen von 1791 bis 2011 | Günterod: Einwohnerzahlen von 1791 bis 2011 | Günterod: Einwohnerzahlen von 1791 bis 2011 | Günterod: Einwohnerzahlen von 1791 bis 2011 | Günterod: Einwohnerzahlen von 1791 bis 2011 |
| --- | ------------------------------------------- | ------------------------------------------- | ------------------------------------------- | ------------------------------------------- |
| Jahr |                                             |                                             |                                             | Einwohner                                   |
| 1791 | 1791                                        |                                             | 265                                         | 265                                         |
| 1800 | 1800                                        |                                             | 303                                         | 303                                         |
| 1806 | 1806                                        |                                             | 303                                         | 303                                         |
| 1829 | 1829                                        |                                             | 394                                         | 394                                         |
| 1834 | 1834                                        |                                             | 416                                         | 416                                         |
| 1840 | 1840                                        |                                             | 416                                         | 416                                         |
| 1846 | 1846                                        |                                             | 418                                         | 418                                         |
| 1852 | 1852                                        |                                             | 467                                         | 467                                         |
| 1858 | 1858                                        |                                             | 479                                         | 479                                         |
| 1864 | 1864                                        |                                             | 360                                         | 360                                         |
| 1871 | 1871                                        |                                             | 394                                         | 394                                         |
| 1875 | 1875                                        |                                             | 512                                         | 512                                         |
| 1885 | 1885                                        |                                             | 450                                         | 450                                         |
| 1895 | 1895                                        |                                             | 516                                         | 516                                         |
| 1905 | 1905                                        |                                             | 602                                         | 602                                         |
| 1910 | 1910                                        |                                             | 638                                         | 638                                         |
| 1925 | 1925                                        |                                             | 680                                         | 680                                         |
| 1939 | 1939                                        |                                             | 783                                         | 783                                         |
| 1946 | 1946                                        |                                             | 1.013                                       | 1.013                                       |
| 1950 | 1950                                        |                                             | 1.010                                       | 1.010                                       |
| 1956 | 1956                                        |                                             | 886                                         | 886                                         |
| 1961 | 1961                                        |                                             | 935                                         | 935                                         |
| 1967 | 1967                                        |                                             | 1.008                                       | 1.008                                       |
| 1980 | 1980                                        |                                             | ?                                           | ?                                           |
| 1990 | 1990                                        |                                             | ?                                           | ?                                           |
| 2000 | 2000                                        |                                             | ?                                           | ?                                           |
| 2011 | 2011                                        |                                             | 1.026                                       | 1.026                                       |
| Datenquelle: Historisches Gemeindeverzeichnis für Hessen: Die Bevölkerung der Gemeinden 1834 bis 1967. Wiesbaden: Hessisches Statistisches Landesamt, 1968. Weitere Quellen: LAGIS; Zensus 2011 |                                             |                                             |                                             |                                             |

### Historische Religionszugehörigkeit
| Quelle: Historisches Ortslexikon |                                                                     |
| • 1830:                          | 394 evangelische (= 100 %) Einwohner                                |
| • 1885:                          | 450 evangelische (= 100 %) Einwohner                                |
| • 1961:                          | 784 evangelische (= 83,95 %), 130 katholische (= 12,90 %) Einwohner |

### Erwerbstätigkeit
| Quelle: Historisches Ortslexikon | |
| • 1867:                          | Erwerbspersonen: 51 Landwirtschaften, Forstwirtschaft, 1 Erziehung und Unterricht, 1 Person ohne Berufsausübung.                      |
| • 1961:                          | Erwerbspersonen: 200 Land- und Forstwirtschaft, 267 produzierendes Gewerbe, 42 Handel und Verkehr, 34 Dienstleistungen und Sonstiges. |

## Politik

### Ortsbeirat
Für Günterod besteht ein Ortsbezirk (Gebiete der ehemaligen Gemeinde Günterod) mit Ortsbeirat und Ortsvorsteher nach der Hessischen Gemeindeordnung.
Der Ortsbeirat besteht aus fünf Mitgliedern. Bei den Kommunalwahlen in Hessen 2021 betrug die Wahlbeteiligung zum Ortsbeirat 46,89 %. Alle Kandidaten gehörten der „Gemeinschaftsliste Günterod“ an. Der Ortsbeirat wählte Tamara Reiers zur Ortsvorsteherin.

### Wappen
Am 25. April 1957 genehmigte der Hessische Minister des Innern das Wappen mit folgender Beschreibung:
| Wappen von Günterod | Blasonierung: „In blauem Feld unter zwei silbernen schräggekreuzten Hacken eine goldene Glocke.“ |
| Wappen von Günterod |                                                                                                  |

## Infrastruktur
Im Ort gibt es
- eine Reithalle
- einen Sportplatz
- eine evangelische Kirche

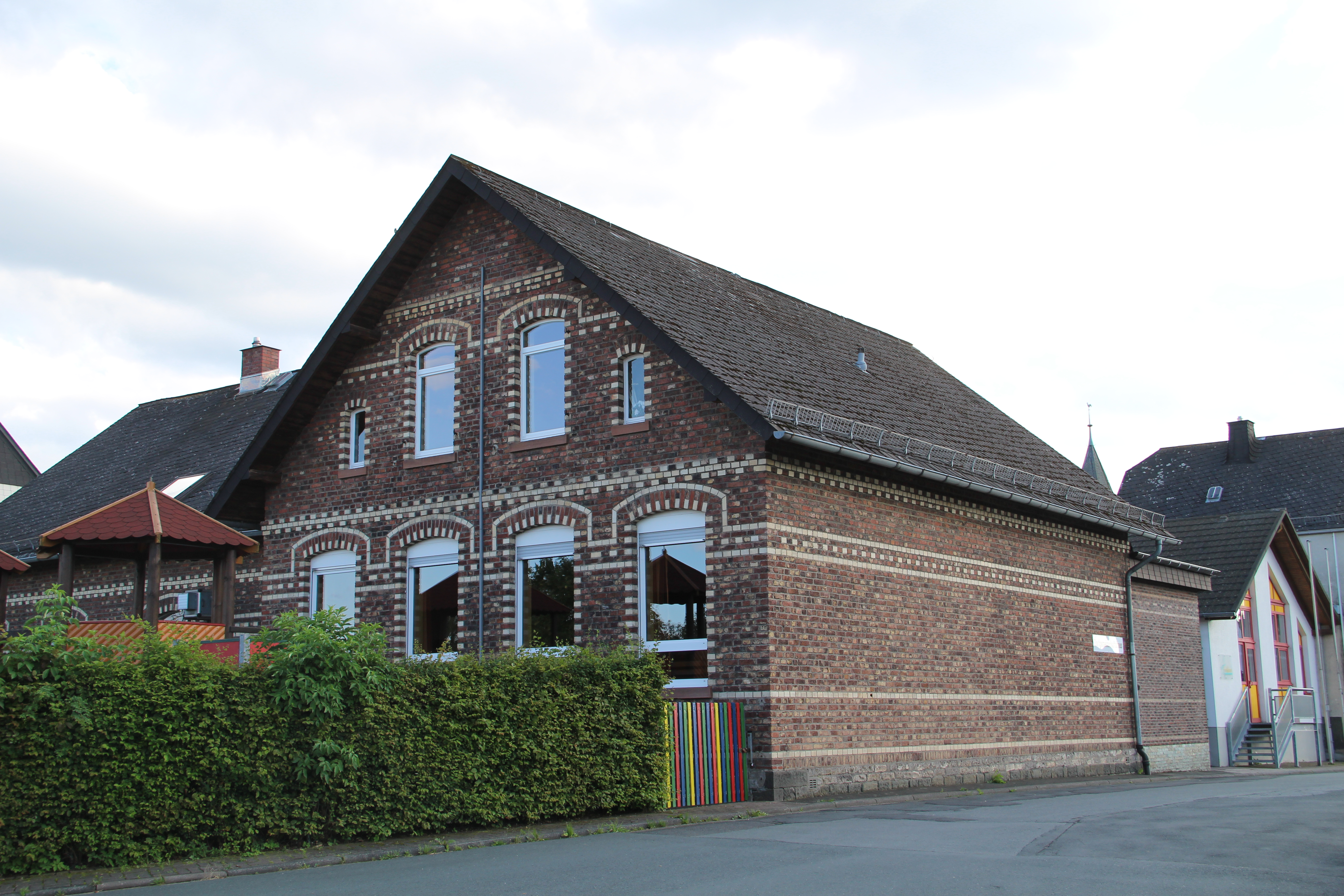
Dorfgemeinschaftshaus

- den evangelischen Kindergarten Senfkorn
- ein Dorfgemeinschaftshaus
- Feuerwehr

Der Ort wird im ÖPNV von den Buslinien 407 und MR-43 sowie vom Rufbus MR-42 bedient.